# Evangeliario di Liutario

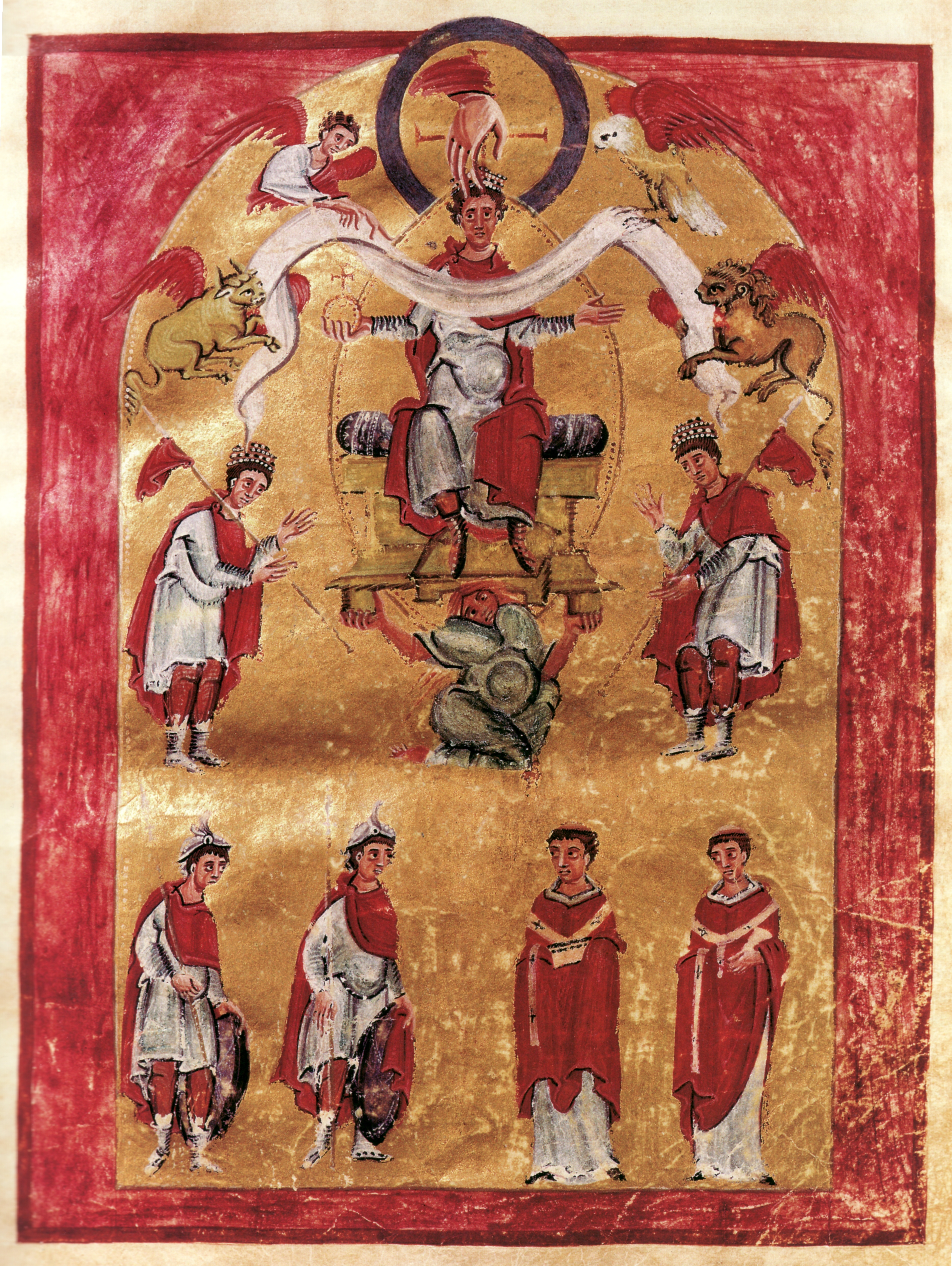
L'imperatore Ottone III intronizzato, fol. 16r.

L'Evangeliario di Liutario è un manoscritto miniato risaliente alla fine del X secolo conservato oggi nel tesoro della cattedrale di Aquisgrana.
Fu realizzato intorno al 975-1000 dal monaco Liutario nell'Abbazia di Reichenau.

## Descrizione
Il manoscritto si compone di 256 fogli, contiene i testi dei quattro Vangeli secondo la Vulgata, del formato 29,8 × 21,5 cm è scritto in singole colonne in minuscola carolingia con inchiostro nero su pergamena. Oltre ai testi evangelici, il codice contiene anche le rispettive prefazioni, detti argomenti, un elenco di pericope, 31 miniature a piena pagina compresa una raffigurazione dei quattro evangelisti, quattro pagine iniziali, 21 illustrazioni con scene della vita di Gesù Cristo, e una pagina di dedica del monaco Liutario con raffigurata l'apoteosi di Ottone III oltre a dodici fogli canonici.

### Apoteosi di Ottone III
Ritrae Ottone III di Sassonia, raffigurato in una mandorla come se fosse Cristo, che riceve la corona da imperatore, direttamente dalla mano di Dio, mentre, attorno a lui si trovano i simboli animali dei 4 evangelisti. Ottone si trova sopra alcuni principi ed ecclesiastici.
Il sovrano cristiano veniva presentato, come fatto notare prima, come immagine di Cristo re, deificato «per grazia» nel breve spazio temporale in cui era chiamato a esercitare la sua funzione di sovrano, mentre Cristo era uomo e Dio per sua stessa natura.